# František Zelenka

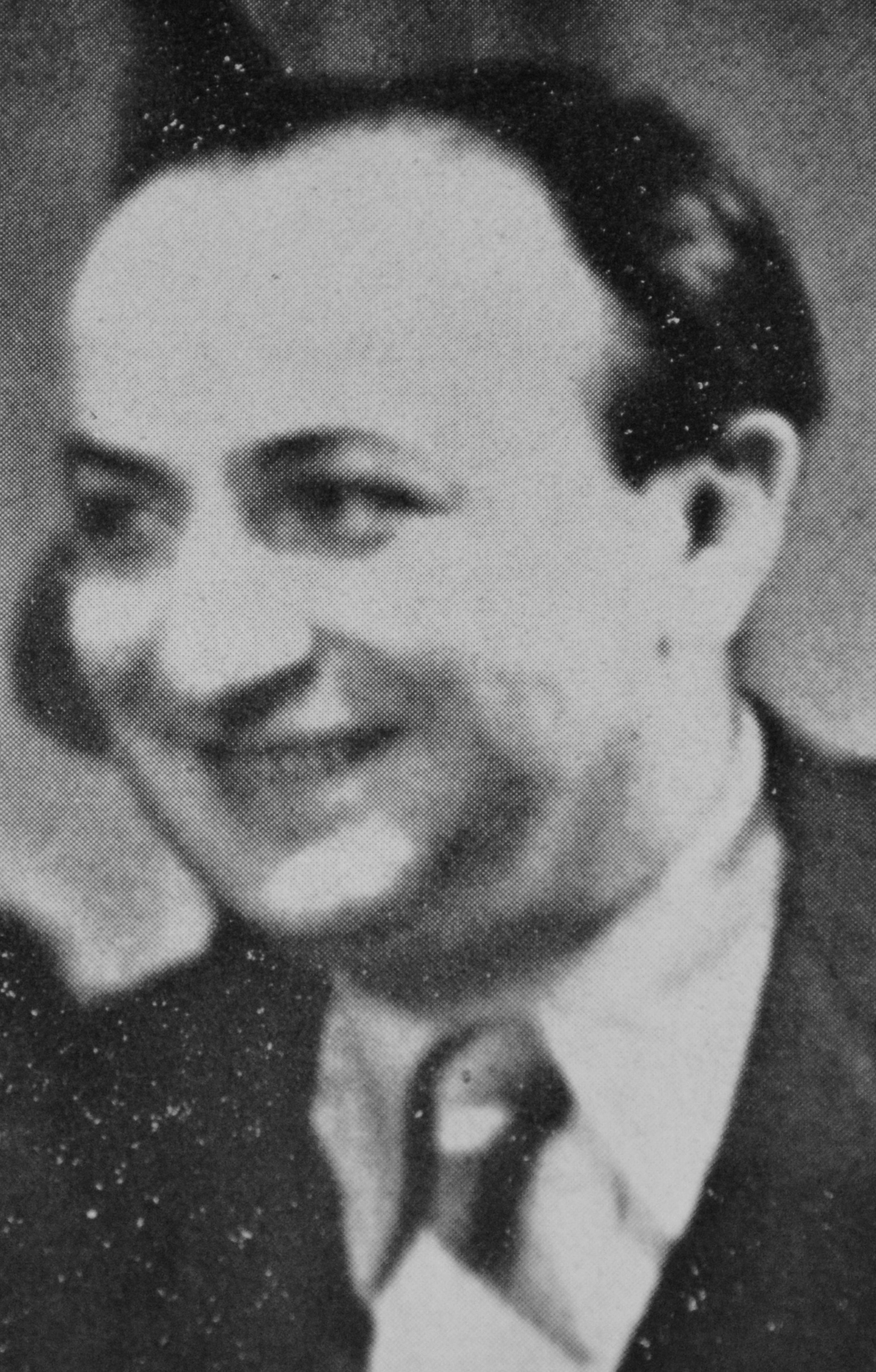
František Zelenka

František Zelenka (geboren am 8. Juli 1904 in Kuttenberg, Österreich-Ungarn; gestorben um 21. Oktober 1944 im KZ Auschwitz) war ein tschechischer Bühnenbildner, Architekt, Innenarchitekt und Opfer des Holocausts.

## Leben

### Ausbildung und künstlerische Tätigkeiten
Der aus einer jüdischen Händlerfamilie in Mittelböhmen stammende Zelenka studierte von 1923 bis 1928 in Prag Architektur und besuchte gleichfalls die Tschechische Technische Universität Prag. Anschließend begann Zelenka als Innenarchitekt zu arbeiten. In dieser Funktion beteiligte er sich an der Gestaltung von Theatern, Geschäften, Ausstellungspavillons, Villen und Theaterplakaten. Seit den ausgehenden 1920er Jahren stieg František Zelenka zu einem der führenden Theaterarchitekten seines Heimatlandes auf. Er zeichnete am tschechischen Nationaltheater in Prag sowohl für die Entwürfe von Kulissen als auch von Kostümen verantwortlich. Von 1929 bis 1933 wirkte František Zelenka als Ausstatter am Osvobozené divadlo (Befreites Theater). Bis zur Zerschlagung der Rest-Tschechei 1939 war es ihm noch möglich, regelmäßig Bühnenbilder zu entwerfen, danach ist er nur noch einmal (1941) mit der künstlerischen Betreuung eines Shakespeare-Stücks als Theatermann nachweisbar.
Außerdem entwarf Zelenka bis in den 1930er Jahren auch Bauten im staatlichen wie privaten Auftrag in Prag und seiner Heimatstadt Kuttenberg (Kutná Hora) und war überdies an Ausschreibungen für den Bau mehrerer Theater beteiligt. Zu den von Zelenka realisierten gebäuden gehört das Haus Zadák in der Werkbundsiedlung Prag.

### Verfolgung, Deportationen und Ermordung
Von Jahresende 1939 bis 1943 war der Jude František Zelenka im nazistisch besetzten Prag weitgehend isoliert. Am 13. Juli 1943 deportierten ihn deutsche Stellen in das Ghetto Theresienstadt, wo er über 20 Stücke (Schauspiele, Opern, Kabarettstücke und Revuen) ausstattete. Seine bedeutendste Lagerarbeit seit dem September 1943 wurden die Ausstattung und Kostüme zu Hans Krásas Kinderoper Brundibár, die im Lager insgesamt 55 mal aufgeführt wurde. Eine Mitarbeit an Kurt Gerrons propagandistischem Lagerstreifen Theresienstadt – ein Dokumentarfilm aus dem jüdischen Siedlungsgebiet lehnte Zelenka im Sommer 1944 kategorisch ab. Am 19. Oktober 1944 veranlasste die Theresienstadt-Lagerleitung seinen Weitertransport in das Vernichtungslager Auschwitz, dort wurde František Zelenka kurz danach in der Gaskammer ermordet wurde.